# Первомайське сільське поселення (Первомайський район)
Первома́йське сільське поселення (рос. Первомайское сельское поселение) — сільське поселення у складі Первомайського району Томської області Росії.
Адміністративний центр — село Первомайське.
Населення сільського поселення становить 7733 особи (2019; 8665 у 2010, 9173 у 2002).

## Склад
До складу сільського поселення входять:
| Населений пункт       | Населення, осіб (2002) | Населення, осіб (2010) |
| --------------------- | ---------------------- | ---------------------- |
| Беляй, селище         | 1244                   | 1151                   |
| Борисова Гора, селище | 122                    | 74                     |
| Крутоложне, присілок  | 437                    | 401                    |
| Куєндат, селище       | 58                     | 53                     |
| Ломовицьк-2, присілок | 308                    | 285                    |
| Майський, селище      | 120                    | 104                    |
| Новий, селище         | 599                    | 574                    |
| Первомайське, село    | 5800                   | 5641                   |
| Тіндерлінка, присілок | 19                     | 11                     |
| Торбеєво, присілок    | 466                    | 371                    |